# 拉格爾冰川
拉格爾冰川（英語：Ragle Glacier）是南極洲的冰川，位於瑪麗伯德地，流經福斯迪克山脈西端，最終注入布洛克灣，美國地質調查局根據測量和該國海軍的空中照片繪入地圖，現時由南極條約體系管理。